# Plaça del Callao
La plaça del Callao (castellà: plaza del Callao) és localitza al centre de la ciutat de Madrid.
Conformada el 1861, la plaça va ser formalment oberta al juny 1866; el seu nom recorda la batalla de Callao entre les forces navals espanyoles sota l'ordre de Casto Méndez Núñez i l'exèrcit peruà (maig de 1866).
La plaça va ser substancialment i agressivament reformada en el segle xxi. La reforma va treure gairebé tots els elements presents en aquell moment, excepte l'accés a l'estació de metro i un gran arbre, esdevenint la plaça en un espai pedestre i homogeni; es van afegir escassos elements de mobiliari urbà. Al seu torn, gran pantalles van ser afegides als edificis circumdants. Localitzada en una àrea molt comercial de la ciutat, l'espai és llogat a empreses per actes publicitaris.